# Geografie van de Falklandeilanden

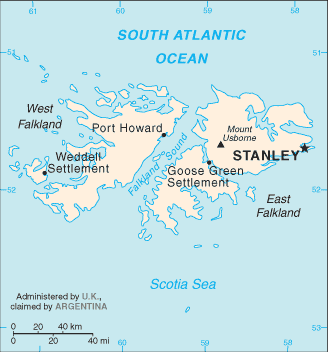
Kaart Falklandeilanden

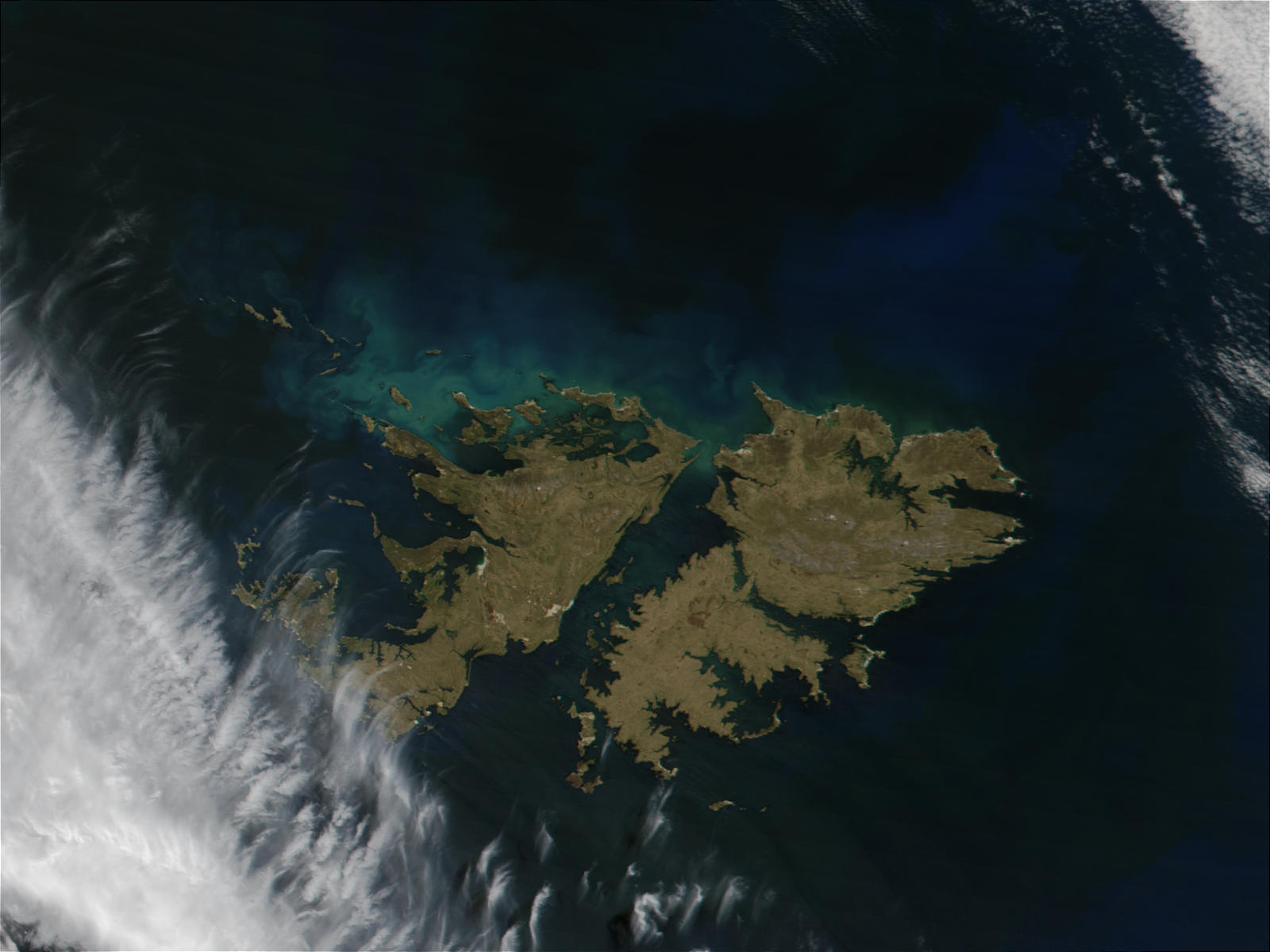
Satellietfoto Falklandeilanden

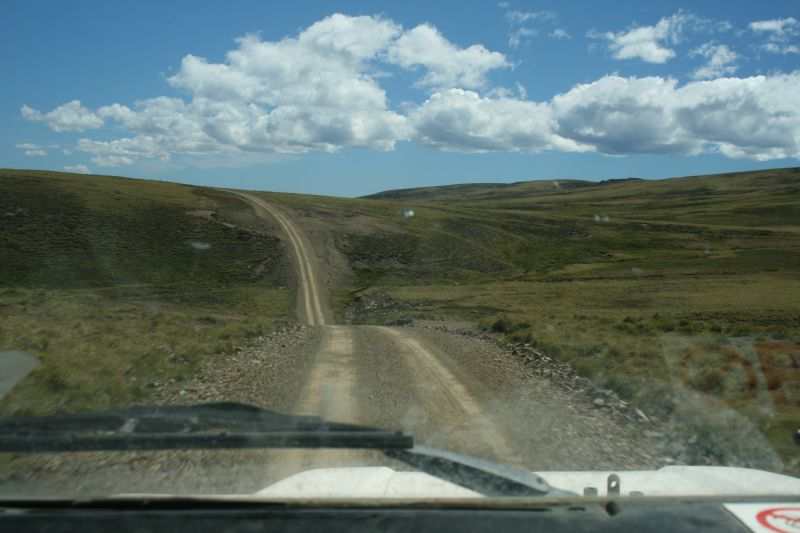
De wegen op de eilanden zijn over het algemeen onverhard

Geografisch gezien bevinden de Falklandeilanden zich in zuidelijk Zuid-Amerika.

## Grondgebied en territoriale claims
De Falklandeilanden bestaan uit Oost- en West-Falkland (East Falkland en West Falkland) en diverse andere eilanden, namelijk:
| - Barreneiland - Beauchene-eiland - Beavereiland - Bleakereiland - Carcasseiland - George-eiland | - Keppeleiland - Lively-eiland - Neweiland - Pebble-eiland - Saunderseiland - Sealioneiland | - Speedwelleiland - Staatseiland - Tea-eiland - Weddelleiland - West Point-eiland - Jasoneilanden |

De meeste Falklandeilanders wonen op Oost-Falkland te Stanley. Oost-Falkland bestaat uit twee delen, die door een landengte met elkaar verbonden zijn: het onderste deel heet Lafonië (Lafonia). De totale oppervlakte van de Falklandeilanden is 12.173 km²; dat is te vergelijken met de oppervlakte van de Nederlandse provincies Groningen, Friesland, Drenthe en Overijssel samen, of de Britse provincie Noord-Ierland. De Falklandeilanden doen een claim op territoriale zee van 12 zeemijlen in het rond. De Falklandeilandse visserszone is 200 zeemijlen in het rond. De gehele archipel rust op het Falklandplateau.

## Klimaat
Het klimaat van de Falklandeilanden is een koud zeeklimaat. Het regent er op meer dan de helft van de dagen van het jaar. In Stanley valt er gemiddeld 607 mm regen per jaar. Het weerbeeld karakteriseert zich als bewolkt en vochtig. Afgezien van de maanden januari en februari kan sneeuw het hele jaar door voorkomen. De temperatuur komt in een jaar gemiddeld niet boven de 10 graden Celsius uit. Over het algemeen staat er een doordringende, gure wind. Door het koude klimaat is het voor de meeste gewassen moeilijk te gedijen op de Falklandeilanden.

## Terrein
Het terrein in de Falklandeilanden is soms moerasachtig en zeker golvend, heuvelachtig, rotsachtig en hier en daar zelfs bergachtig. Het hoogste punt is Mount Usborne op 705 meter. Langs de kusten bevinden zich diepe natuurlijke baaien, die ruimte bieden aan havenactiviteiten. Ook zijn er grotten, die welbekend zijn onder toeristen. Op de heuvels, bergen, rotsen en enkele hoogvlaktes groeit weinig meer dan kort, stug gras. Dit komt ten goede aan de zo belangrijke schapenindustrie op de Falklandeilanden. Op Beauchene-eiland groeit turf en wel tien keer sneller dan elders ter wereld. De grond op de Falklands levert geen agrarische producten op, omdat het percentage bewerkt land verwaarloosbaar is.